# Французькі сюїти (BWV 812–817)

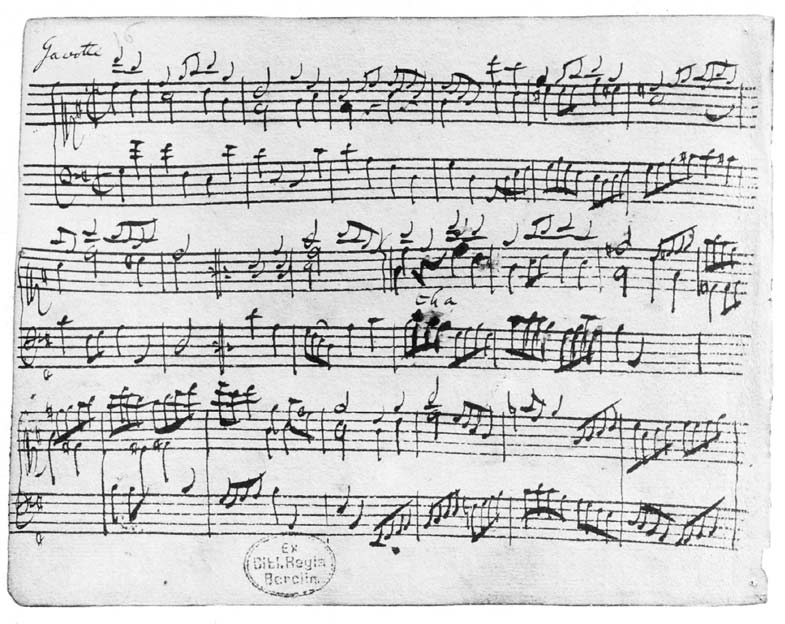
Гавот з V сюїти

Французькі сюїти BWV 812–817 — 6 сюїт Й. -С. Баха створені композитором для клавесина між 1720 і 1725 роками , позначаються у каталозі творів композитора як BWV 812–817. 

## Назва і стиль
Сюїтам було дано назву «французькі» заради відрізнення їх од раніше написаних англійських сюїт — назва яких також не належить композиторові. Уперше назва Французькі сюїти з'являється у Фрідріха-Вільгельма Марпурґа в 1762 році, через 12 років після смерті Й. -С. Баха. Цю назву популяризував Йоганн-Ніколаус Форкель, перший біограф композитора, написавши, що «сюїти  названі французькими, бо написані у французькому стилі". Ця думка, однак, не є слушною: як і інші сюїти Баха, вони написані радше в італійській манері. 
Рукопис остаточного варіанту сюїт не зберігся. У різних рукописах орнаментика відрізняється як видами, так і частотою застосування мелізмів.
У деяких рукописах до циклу включені ще дві сюїти, a-moll (BWV 818) і Es-dur (BWV 819), маловідомі в наш час. Увертюра у французькому стилі, опублікована як друга частина Clavier-Übung, подібна французьким сюїтам у стилістичному плані, однак не пов'язана з циклом.

## Структура

### Сюїта ре мінор № 1 (BWV 812)
Алеманда, Куранта, Сарабанда, Менует I / II,  Жига

### Сюїта до мінор № 2 (BWV 813)
Алеманда, Куранта, Сарабанда, Арія, Менует, Менует - тріо (BWV 813a в), Жига

### Сюїта сі мінор № 3 (BWV 814)
Алеманда, Куранта, Сарабанда, Менует - тріо, Гавот, Жига.

### Сюїта Мі-бемоль мажор № 4 (BWV 815)
Алеманда, Куранта, Сарабанда, Гавот, Арія, Жига

### Сюїта Соль мажор № 5 (BWV 816)
Алеманда, Куранта, Сарабанда, Гавот, Бурре, Луре, Жига

### Сюїта Мі мажор № 6 (BWV 817)
Алеманда, Куранта, Сарабанда, Гавот, Полонез, Бурре, Менует, Жига